# (5627) Short
(5627) Short  est un astéroïde de la ceinture principale intérieure découvert le 16 juin 1991 à Siding Spring par Robert H. McNaught. Il a été nommé en l'honneur du mathématicien et fabricant de télescopes anglais James Short.